# Mündersbach

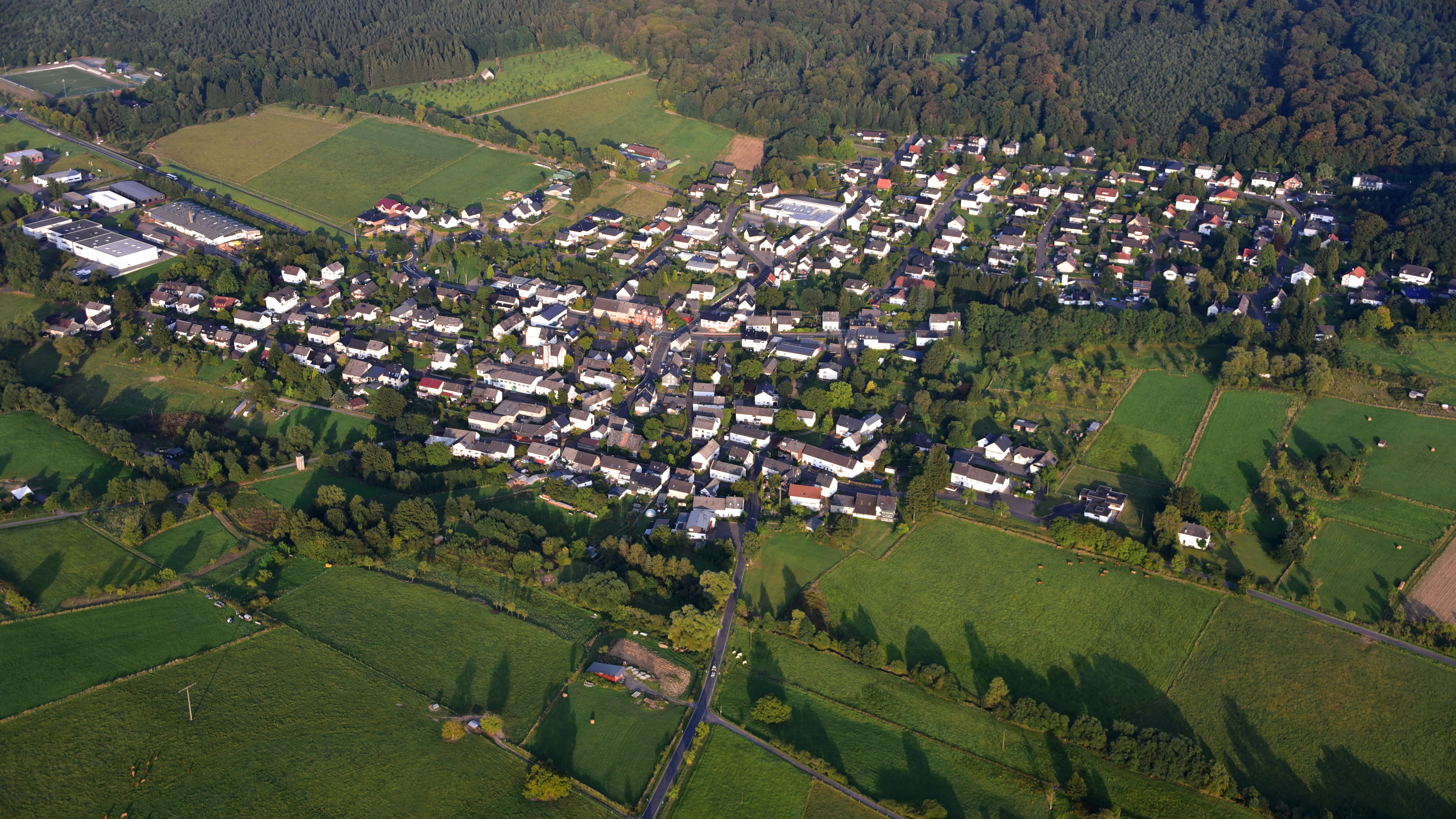
Mündersbach, Luftaufnahme (2016)

Mündersbach ist eine Ortsgemeinde im Westerwaldkreis in Rheinland-Pfalz. Sie gehört der Verbandsgemeinde Hachenburg an.

## Geographische Lage
Die Gemeinde liegt zwischen Hachenburg und Herschbach und ist von den Waldgebieten Roßbacher Wald, Höchstenbacher Wald und Kuheck (Marother Wald) umgeben. Nachbargemeinden sind Höchstenbach im Norden, Schenkelberg im Osten, Freirachdorf im Süden und Roßbach im Westen der Gemeinde. Im Osten erhebt sich der Hartenfelser Kopf. Bei Mündersbach entspringt der Holzbach.

## Geschichte
Der Ort wurde erstmals 1247 urkundlich erwähnt, als Theoderich der Jüngere von Isenburg seine Güter in Mündersbach verschenkte.
Mündersbach gehörte zum Kirchspiel Höchstenbach und bis Ende des 18. Jahrhunderts landesherrlich zur Grafschaft Sayn. Die Einwohner wurden nach der Einführung der Reformation in der Grafschaft Sayn erst lutherisch und später reformiert. Nach der Landesteilung der Grafschaft Sayn im 17. Jahrhundert gehörte Mündersbach zur Grafschaft Sayn-Hachenburg.
1799 kam die Grafschaft auf dem Erbweg an die Fürsten von Nassau-Weilburg. Im Zusammenhang mit der Bildung des Rheinbundes kam die Region und damit auch Mündersbach 1806 an das neu errichtete Herzogtum Nassau. Unter der nassauischen Verwaltung war Mündersbach dem Amt Hachenburg zugeordnet. Nach der Annexion des Herzogtums Nassau, kam der Ort 1866 an das Königreich Preußen und gehörte von 1868 an zur Provinz Hessen-Nassau und zum Oberwesterwaldkreis. Seit 1946 ist Mündersbach Teil des Landes Rheinland-Pfalz.
Bevölkerungsentwicklung
Die Entwicklung der Einwohnerzahl von Mündersbach, die Werte von 1871 bis 1987 beruhen auf Volkszählungen:
| Jahr | Einwohner |
| 1815 | 319       |
| 1835 | 391       |
| 1871 | 433       |
| 1905 | 511       |
| 1939 | 532       |

| Jahr | Einwohner |
| 1950 | 620       |
| 1961 | 632       |
| 1970 | 648       |
| 1987 | 647       |
| 2005 | 769       |

## Politik

### Bürgermeister
Die Stelle des Ortsbürgermeisters ist derzeit vakant, Stand 2024.
Die Amtsgeschäfte werden durch einen Beauftragten gemäß § 124 GemO wahrgenommen.
Wiebke Szczesny-Bersch wurde am 31. Januar 2022 Ortsbürgermeisterin von Mündersbach, nachdem sie das Amt bereits seit September 2021 als Beigeordnete kommissarisch ausgeübt hatte. Bei einer ersten Direktwahl am 26. September erreichte der einzige Bewerber die notwendige Mehrheit nicht. Bei der Wiederholungswahl am 23. Januar 2022 konnte sich Szczesny-Bersch mit einem Stimmenanteil von 71,04 % durchsetzen.
Szczesny-Berschs Vorgänger Helmut Kempf hatte das Amt am 1. Mai 2011 angetreten. Zuletzt bei der Direktwahl am 26. Mai 2019 wurde er mit einem Stimmenanteil von 83,89 % für weitere fünf Jahre in seinem Amt bestätigt. Zum 30. September 2021 legte Kempf sein Amt jedoch aus ortspolitischen Gründen vorzeitig nieder, wodurch die Neuwahl erforderlich wurde. Kempfs Vorgänger Winfried Himmerich hatte das Amt 2011 aus gesundheitlichen Gründen aufgegeben.

### Wappen
| Wappen von Mündersbach | Blasonierung: „Gespalten von Rot und Silber. Vorn ein gestürztes silbernes Schwert mit schwarz-silbernem Griff, rundem goldenem Knauf und mit runden schwarzen Knöpfen an der goldenen Parierstange. Hinten eine blaue Wellenleiste, darüber eine schwarze Glocke, darunter ein achtspeichiges schwarzes Mühlrad.“ |
| Wappen von Mündersbach | Wappenbegründung: Das Wappen spielt in seiner rot-weißen Farbgebung auf das im Ort begüterte Adelsgeschlecht von Isenburg an. Das Schwert symbolisiert die Tradition der Ortschaft als Gerichtsstandort. Die Glocke steht für die Antoniuskapelle im Ort. Das blaue Wellenband nimmt Bezug auf die Gewässer in der Ortsgemeinde und spielt gleichzeitig auf den Ortsnamen an. Das Mühlrad stellt die Tradition als Mühlenstandort dar. |

## Kultur und Sehenswürdigkeiten

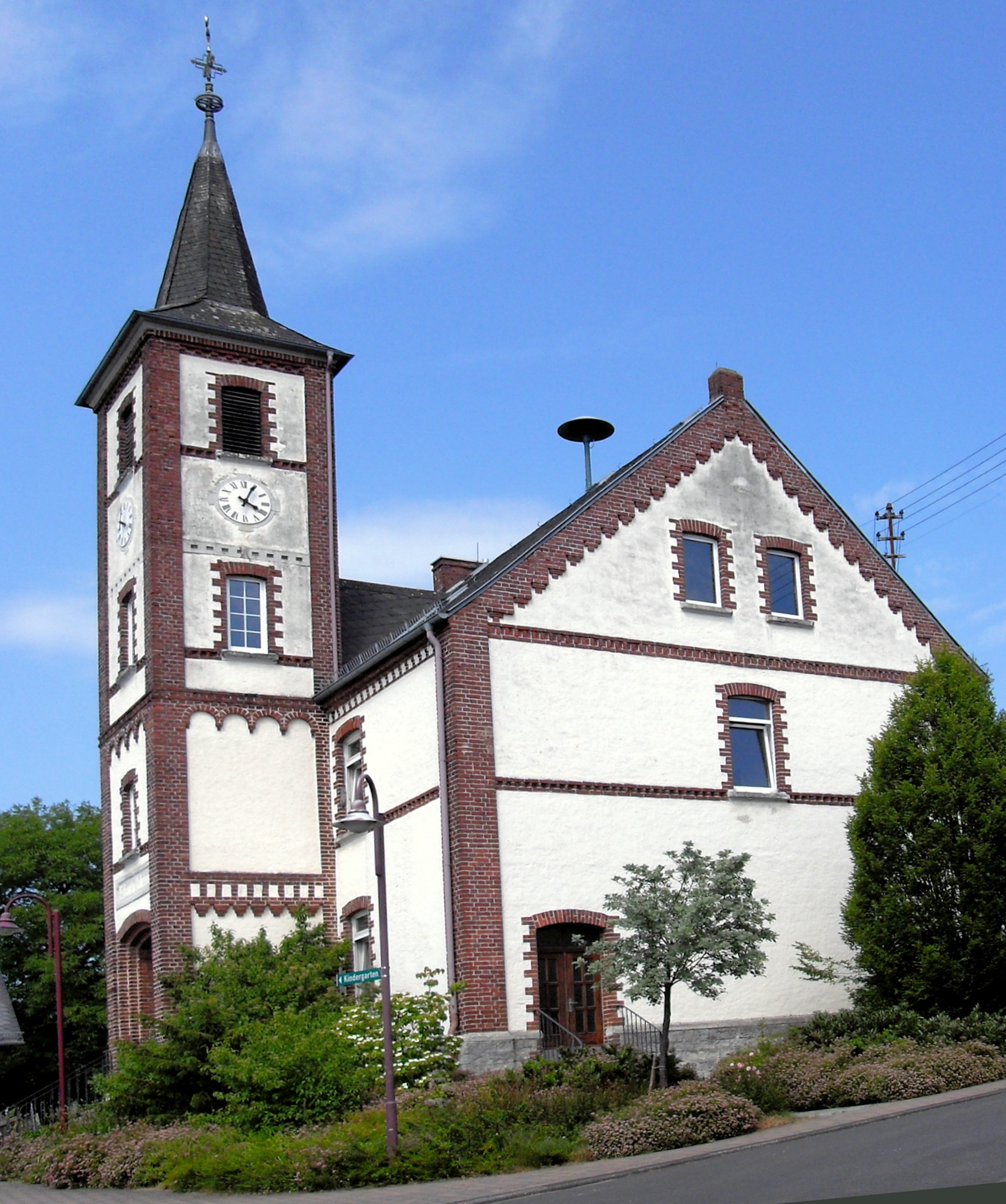
Kirche Mündersbach

### Kulturdenkmäler
- Liste der Kulturdenkmäler in Mündersbach

### Mündersbacher Kirche
Das Kirchengebäude entstand 1901/1902 als zweiklassige Volksschule. Nach der Schulreform 1973 und dem Ende des Schulbetriebes in Mündersbach erwarb die Kirchengemeinde das Gebäude und richtete es als Kirche her.

## Wirtschaft und Infrastruktur

### Verkehr
- Die Gemeinde liegt direkt an der B 413 von Bendorf nach Hachenburg.
- Die nächsten Autobahnanschlussstellen sind in Dierdorf, Neuwied sowie Ransbach-Baumbach an der A 3 Köln–Frankfurt am Main, jeweils etwa 15 Kilometer entfernt.
- Der nächstgelegene ICE-Halt ist der Bahnhof Montabaur an der Schnellfahrstrecke Köln–Rhein/Main. Beide Ballungszentren erreichen die Züge in 30 bis 40 Minuten.

Von 1901 bis 1950 verkehrte in Mündersbach die Kleinbahn Selters–Hachenburg. (Selters - Wahlrod - Hattert - Hachenburg).

### Öffentliche Einrichtungen
Die Gemeinde verfügt über einen Sportplatz mit Flutlichtanlage und eine Tennisanlage mit drei Plätzen. Die Kinder des Dorfes vergnügen sich auf öffentlichen Bolz- und Spielplätzen. Die Ortsgemeinde Mündersbach unterhält ein Gemeindehaus (Mehrzweckhalle) und einen Kindergarten in kommunaler Trägerschaft.

### Persönlichkeiten
- Benjamin Daniel (* 1983), Journalist, wuchs in Mündersbach auf